# Medaille „Für die Verteidigung des sowjetischen Polargebietes“

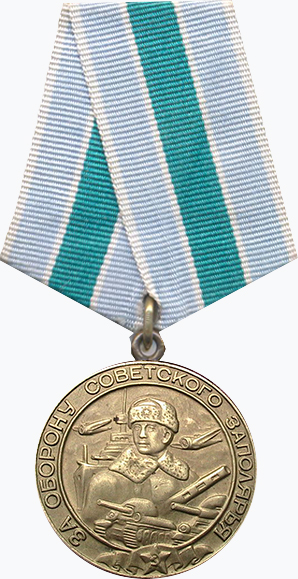
Avers der Medaille

Die Medaille „Für die Verteidigung des sowjetischen Polargebiets“ (russisch Медаль „За оборону советского Заполярья“) war eine sowjetische Auszeichnung, welche an die Teilnehmer des Lapplandkrieges verliehen wurde. Verleihungsvoraussetzung war eine mindestens sechsmonatige Einsatzzeit in diesem Operationsgebiet, gerechnet vom 22. Juni 1941 bis 1. November 1944 oder die Teilnahme an Kampfhandlungen gegen die deutsche Wehrmacht zwischen dem 20. September 1944 und 1. November 1944. Die Stiftung der Medaille, die etwa 350.000 mal verliehen wurde, erfolgte am 5. Dezember 1944 durch Josef Stalin.

## Aussehen und Trageweise
Die bronzefarbene Medaille zeigt auf ihrem Avers mittig einen Rotarmisten in Winterkleidung mit der Maschinenpistole PPSch-41 in der Hand. Unter dem Soldaten sind zwei Panzer des Typs KW-1, links von ihm ein Eisbrecher und am Himmel zwei Flugzeuge abgebildet. Umschlossen wird die Symbolik von der Umschrift: За оборону совесткого Заполярья (Für die Verteidigung der sowjetischen Polargebiete). Am unteren mittleren Medaillenrand ist ein wehendes Spruchband zu sehen, auf dem ein Sowjetstern zu sehen ist. Das Revers zeigt die dreizeilige Inschrift: За нашу / советскую / родину (Für unsere sowjetische Heimat). Darüber befinden sich die Symbole Hammer und Sichel.
Getragen wurde die Medaille an der linken oberen Brustseite des Beliehenen an einer langgestreckten pentagonalen stoffbezogenen Spange, deren Grundfarbe eisblau mit weißem Saum ist. In das Band ist mittig ein senkrechter weiß-türkis-weißer Mittelstreifen eingewebt. Die dazugehörige Interimsspange ist von gleicher Beschaffenheit.